# Vahide Perçin
Vahide Perçin (tijekom braka Vahide Gördüm; Izmir, 13. lipnja 1965.) je turska glumica.

## Životopis
Vahide Perçin potječe iz obitelji grčkih useljenika. Otac joj je bio vozač kamiona, a majka kućanica. Na sveučilištu Dokuz Eylul Universitesi diplomira kazališnu likovnu umjetnost. Nakon toga odlazi u Ankaru, gdje ulazi u Gradsko kazalište, a nakon toga prelazi u kazalište Devlet. Vahide debitira na televiziji 2003. godine u seriji Priča o Istanbulu (Bir Istanbul masali) u ulozi Suzan Kozan.

## Privatni život
Vahide je razvedena i ima kći Alize, rođenu 1994. godine.

## Filmografija
- Sulejman Veličanstveni (2013. – 2014.)
- Djevojka imena Feriha (2011.)
- Zefir (2010.)
- Devrim arabalari (2008.)
- Annem (2007.)
- Iyi Seneler Londra (2007.)
- Ilk ask (2006.)
- Anlat Istanbul (2005.)
- Hirsiz polis (2005.)
- Bir Istanbul masali (2003.)